# バンコール＝ブライト
ハーバート・クリスチャン（H・C）・バンコール・ブライト（Herbert Christian Bankole-Bright, 1919年8月23日 - 1958年12月12日）はシエラレオネ出身のクリオの政治家。
1919年、シエラレオネの首都フリータウンに生まれ、ブライトはクリオと呼ばれるクレオールのエリート医師だった。1910年にイギリスから帰国し、1920年に英領西アフリカ国民会議がゴールドコースト（現在のガーナ）で創設された時、ブライトは出席した。1924年にブライト出席のもと、ロンドンで西アフリカ学生同盟が創設された。1950年8月にブライトは植民地だったフリータウンでシエラレオネ国民会議（National Coucil of Sierra Leone、SLNC）を設立した。保護国の内陸部ではミルトン・マルガイを始め、伝統的首長らの指導下でシエラレオネ人民党（SLPP）が設立され勢力を保った。ブライトは保護国の現地部族の首長らの発言権が拡大するのを恐れ、SLPPに対抗してクリオ中心の政党SLNCを設立した。しかし、クリオ中心の植民地フリータウンではSLNCの支持は強かったが、保護国の現地部族ではクリオのSLNCよりも、SLPPやイスラム教指導者ハイダラ・コントーフィリの影響の方が強かった。翌年の1951年の選挙で、SLPPがSLNCに大勝し、ブライト率いるクリオの政党は失敗した。1958年12月12日にブライトは死去した。